# Howard Egyetem
A Howard Egyetem 1867-ben alapított magánegyetem, amely történelmileg afroamerikai többséggel rendelkezik. Az Amerikai Egyesült Államokban, Washingtonban található.

## Híres diákok
| Név            | Foglalkozás/Tisztség | Születési idő      | Halálozási idő  | Kép |
| -------------- | --- | ------------------ | --------------- | --- |
| Kamala Harris  | Az Amerikai Egyesült Államok 49. alelnöke Az Amerikai Egyesült Államok Szenátusának tagja Kalifornia állam legfőbb ügyésze San Francisco főügyésze Alameda megye helyettes kerületi ügyésze ügyvéd | 1964. október 20.  |                 |     |
| Edward Brooke  | Massachusetts főállamügyész amerikai szenátor politikus ügyvéd | 1919. október 26.  | 2015. január 3. |     |
| Harris Wofford | politikus ügyvéd | 1926. április 9.   |                 |     |
| Marlon Wayans  | színész forgatókönyvíró filmproducer filmrendező szinkronszínész televíziós színész | 1972. július 23.   |                 |     |
| Roberta Flack  | zenész énekes–dalszerző tanár énekes zongorista | 1939. február 10.  |                 |     |
| Roland Burris  | politikus amerikai szenátor Illinois főállamügyész Illinois számvevő ügyvéd | 1937. augusztus 3. |                 |     |
| Shaka Hislop   | labdarúgó | 1969. február 22.  |                 |     |
| Toni Morrison  | író regényíró librettista egyetemi tanár professzor költő gyerekkönyv író | 1931. február 18.  |                 |     |